# Parque nacional Bory Tucholskie
El Parque nacional Bory Tucholskie (en polaco: Park Narodowy Bory Tucholskie) es un parque nacional en Polonia, creado el 1 de julio de 1996. Cubre un área de 46,13 kilómetros cuadrados de bosques, lagos, praderas y turberas. El parque está ubicado en la parte norte de Polonia, en el Condado de Chojnice en Pomerania, en el corazón de la Selva Tuchola, el bosque más grande en Polonia. Está rodeado por un área protegida llamada Parque Zaborski. El parque constituye el núcleo de la Reserva de la Biosfera Bosque Tuchola, designado así por la UNESCO en 2010.